# Brynäs IF
Brynäs IF is een Zweedse sportclub uit Gävle. De club werd in 1912 opgericht en is actief in voetbal en ijshockey. In deze laatste sport is de club vooral succesvol en werd het al dertien keer landskampioen, maar ook in het voetbal kon de club al een landstitel binnen halen.

## Geschiedenis

### Voetbal
De club werd in 1925 landskampioen na een 4-2-overwinning tegen BK Derby uit de stad Linköping. Het vreemde aan deze titel is dat in dat jaar ook GAIS Göteborg landskampioen werd. Van 1896 tot 1925 werd de Zweedse kampioen aangeduid door een bekercompetitie. De huidige competitie Allsvenskan werd in 1924/25 opgezet en daar werd GAIS kampioen zodat ervoor dat jaar twee kampioenen zijn. Vanaf 1926 komt de enige echte kampioen van de Allsvenskan.
Het duurde tot 1974 vooraleer Brynäs een optreden kon maken in deze competitie en het werd meteen ook het laatste optreden. Brynäs werd laatste met 12 punten en 4 punten achterstand op IK Sirius. In 1979 fusioneerde de club met Gefle IF maar deze fusie werd na twee seizoenen ongedaan gemaakt. De club speelde 18 seizoenen in de tweede klasse en 23 seizoenen in de derde klasse.

### IJshockey
In 1939 werd de bandy-afdeling van Brynäs IF gesloten om economische redenen, in plaats daarvan richtte de sportclub zich op ijshockey. In 1943 speelde Brynäs IF al in de hoogste devisie van het ijshockey in Zweden. Na slechts één seizoen degradeerde de ploeg. In 1957 raakte de ploeg opnieuw in de Allsvenskan maar opnieuw degradeerden ze onmiddellijk. Datzelfde jaar won hun grote broer, Gävle GIK, de titel. In 1960 slaagde Brynäs IF er opnieuw in om in de Allsvenskan te raken. Sindsdien zijn ze niet meer verdwenen uit deze competitie.
In de jaren 60 zette Brynäs IF een grote stap vooruit en konden ze meestrijden om de titel. Ze slaagden meermaals in hun opzet met titels in 1964 ,1966 ,1967 en 1968. Ook in de jaren 70 leek Brynäs amper te stoppen met drie opeenvolgende landstitels in 1970, 1971 en 1972. In 1976 won de club voor het eerst de landstitel in de nieuwe Elitserien. Ook het jaar nadien en in 1980 werden ze kampioen in de Zweedse competitie. Daarna bleef het een hele poos wachten op een volgende landstitel die ze in 1993 behaalden tegen Luleå HF. In 1996 bereikte Brynäs IF een dieptepunt met een twaalfde en laatste plaats in de competitie. Göran Sjöberg kon Brynäs IF via de kwalificatiereeks (kvalserien) toch nog in de Elitserien houden. In 1999 behaalden ze hun twaalfde landstitel. Tijdens het seizoen 2004-2005 speelden een aantal NHL-spelers bij Brynäs IF doordat de NHL afgelast was dat seizoen. In 2006 kon de club nog eens meespelen in de play-offs maar voor een nieuwe landstitel was het wachten tot in 2012.

## Erelijst

### Voetbal
Landskampioen
1925

### IJshockey
Landskampioen
1964, 1966, 1967, 1968, 1970, 1971, 1972, 1976, 1977, 1980, 1993, 1999, 2012